# Guiu de Lusignan
|  | Per a altres significats, vegeu «Guiu I de Lusignan». |

Guiu (Guy) de Lusignan, Guiu de Jerusalem o Guiu de Xipre (vers 1150 o 1159/1160 – Nicòsia, 18 de juliol de 1194) fou un cavaller francès que a través del matrimoni amb Sibil·la de Jerusalem va esdevenir rei de Jerusalem, i va portar al regne al desastre a la batalla de Hattin el 1187; el 1189 va assetjar Acre, que va conquerir finalment Ricard Cor de Lleó.

## Senyor de Xipre
Guiu va ser compensat per la pèrdua del Regne de Jerusalem amb la compra de la senyoria sobre Xipre, als cavallers Templers el 1192, que per la seva part l'havien comprat a Ricard Cor de Lleó, qui l'havia arrabassat a Isaac Comnè de Xipre durant la Tercera Croada.

## Arribada a Jerusalem

La Mediterrània oriental el 1190.

Guiu era germà d'Hug IX, senyor de Lusignan, comte de la Marca i d'Angulema. Juntament amb un altre germà, Amalric, Guiu va viatjar a Terra Santa el 1170, on va esdevenir vassall d'Agnès de Courtenay, mare del rei Balduí IV, malalt de lepra. Agnès tenia la preocupació que els seus rivals polítics, liderats pel regent Ramon III de Trípoli, volgueren exercir un control més ferri forçant la seua filla, i germana del rei, la princesa Sibil·la, a agafar per marit algú del seu gust. Agnès va frustrar aquests plans aconsellant el seu fill que casés a Sibil·la amb Guiu. El rei va accedir, i Guiu es va unir a la família real el 1180. Pel seu matrimoni va esdevenir comte de Jaffa i d'Ascaló i agutzil de Jerusalem.
Guiu va assolir que Balduí IV el nomenara regent al començament de 1182, a pesar de la disconformitat de la Haute Cour. El comportament de Guiu com a regent aviat va ofendre la Haute Cour. Molts colons francs (descendents dels primers croats) pretenien fer la pau amb Saladí, soldà d'Egipte. Però Guiu i Reinald de Châtillon, al costat d'altres croats nouvinguts, estaven allí per a lluitar. Les contínues provocacions de Guiu a Saladí van fer impossible qualsevol tipus de pau entre Jerusalem i Egipte.
La mateixa Agnès es trobava descontenta amb la conducta de Guiu i va refusar defensar-lo. Des de la fi de l'any 1182, Balduí IV va intentar fer anul·lar el matrimoni de la seua germana amb Guiu. Sibil·la va romandre a Ascaló, encara que tal vegada no contra la seua voluntat. En fracassar en l'intent de separar la seua germana i hereva de Guiu, el rei i la Haute Cour van canviar l'ordre de successió, situant Balduí V, fill de Sibil·la del seu primer matrimoni amb Guillem de Montferrat, per davant de Sibil·la, encara que ella no va ser exclosa de la successió. Guiu es va comportar discretament des de 1183 fins que la seva esposa va esdevenir reina el 1186.
Va morir el 1194.